# Minna Canth
Minna Canth (nacida Ulrika Wilhelmina Johnsson, Tampere, 19 de marzo de 1844 - Kuopio, 12 de mayo de 1897) fue una escritora y activista social finlandesa.
Influenciada por Ibsen y Tolstói, Canth comenzó a escribir en finés aunque era suecófona mientras gestionaba la tienda de paños de su familia y habiéndose quedado viuda y a cargo de sus siete hijas. Sus obras versan sobre los derechos femeninos, en especial en el contexto de una cultura imperante que no permitía realizarse a las mujeres. Sus obras más conocidas son "La mujer del obrero" y "La familia del pastor" y la obra Anna Liisa ha sido la más adaptada en películas y óperas.  En su día fue una figura controvertida por la asincronía entre sus ideas y las de la época y sus fuertes reivindicaciones.  

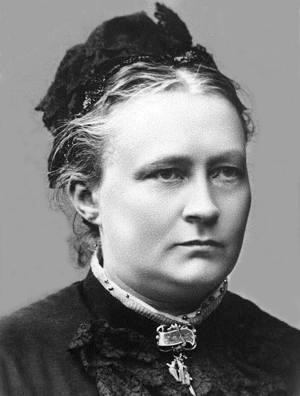
Minna Canth.

Minna Canth fue la primera escritora de obras de teatro en idioma finés y en prosa después de Aleksis Kivi, y la primera mujer en trabajar en un periódico en idioma finés. También fue la primera mujer en ser reconocida con un día de la bandera en Finlandia, desde el 19 de marzo de 2007. Ese mismo día se celebra el día de la equidad social en Finlandia.

## Biografía
Canth nació en Tampere hija de Gustaf Vilhelm Johnsson (1816–1877) y de su esposa Ulrika (1811–1893). Su padre trabajaba en la fábrica textil de James Finlayson inicialmente como obrero y más adelante como capataz. Gustaf y Ulrika tuvieron cuatro hijos, incluida Minna, de los que el mayor murió en la infancia. En 1853 su padre quedó a cargo de la tienda textil de Finlayson en Kuopio y la familia al completo se trasladó a aquel lugar.
Canth tuvo acceso a una completa educación, lo que era excepcional para una mujer de la clase trabajadora de su época. Antes incluso de trasladarse a Kuopio había ido a la escuela en la fábrica Finlayson que existía para los hijos de los obreros. En Kuopio continuó yendo a varias escuelas para niñas, y como testimonio del éxito de su padre como gestor de la tienda, fue incluso adminita en una escuela de niños de clase alta. En 1863 comenzó sus estudios en la recientemente creada Jyväskylä Teacher Seminary, que fue la primera escuela en Finlandia en ofrecer educación superior para las mujeres.
En 1865 se casó con su profesor de ciencias naturales, Johan Ferdinand Canth (1835–1879), y tuvo que abandonar el seminario. Entre 1866 y 1880 tuvo siete hijos: Anni (1866–1911), Elli (1868–1944), Hanna (1870–1889), Maiju (1872–1943), Jussi (1874–1929), Pekka (1876–1959) y Lyyli (1880–1969); su esposo Johan murió en 1879 poco antes del nacimiento del séptimo hijo.
Ella comenzó su carrera como escritora en el periódico Keski-Suomi, en el que su esposo trabajaba como redactor. Escribía sobre cuestiones de mujeres, y defendía el temperamento. En 1876 los Canths tuvieron que dejar el periódico porque los escritos de Minna generaron mala sangre; ambos fueron contratados al año siguiente por el periódico competidor Päijänne. Minna publicó sus primeras obras de ficción en las páginas de Päijänne: varios relatos breves, que fueron compilados en su primer libro, Novelleja ja kertomuksia, in 1878.

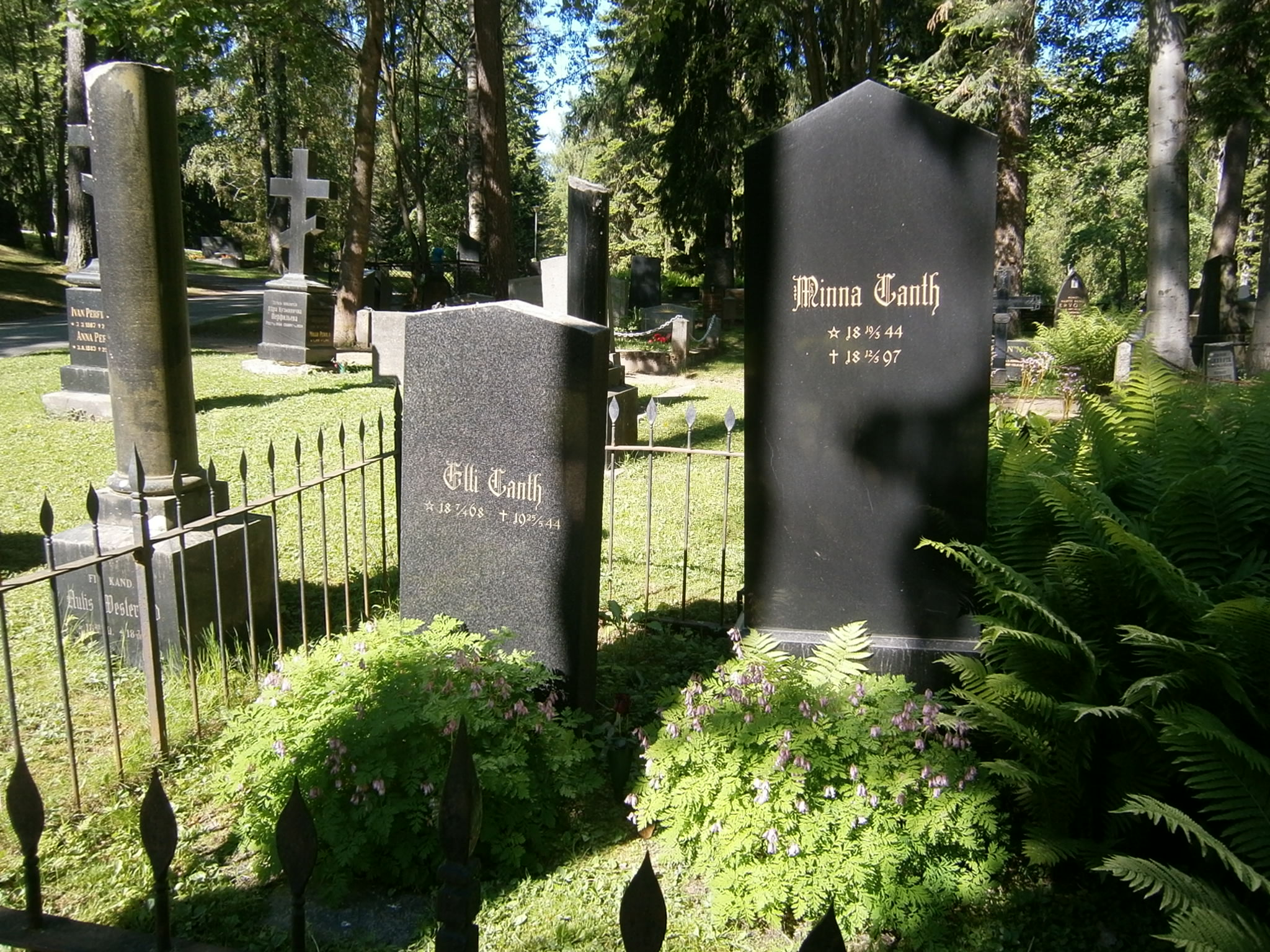
A family grave of Minna Canth at Great Cemetery of Kuopio in the Puijo district of Kuopio, North Savonia

Canth murió de forma imprevista a causa de un ataque al corazón a la edad de 53 años el 12 de mayor de 1897 en su casa en Kuopio. Fue enterrada en una tumba familiar del cementerio de Kuopio.

## Obra
- La mujer del obrero (Työmiehen vaimo. WSOY, Porvoo 1885). Publicado por Editorial Bercimuel, junto a Hijos de la desgracia, en 2019. ISBN 978-84-946817-6-9.
- Sylvi. Otava, Helsinki 1893
- Spiritistinen istunto Telén, 1894
- Salakari. Edlund, Helsinki 1887
- Roinilan talossa. WSOY, Porvoo 1885
- Papin perhe. Otava, Helsinki 1891
- Murtovarkaus. WSOY, Porvoo 1883
- Weilin & Göös, Espoo 1889
- Köyhää kansaa. Edlund, Helsinki 1886
- Hijos de la desgracia (Kovan onnen lapsia. Edlund, Helsinki 1888). Publicado por Editorial Bercimuel, junto a La mujer del obrero, en 2019. ISBN 978-84-946817-6-9.
- Kotoa pois. Otava, Helsinki 1895
- Hän on Sysmästä. WSOY, Porvoo 1893
- Hanna. Edlund, Helsinki 1886
- Anna Liisa. WSOY, Porvoo 1895
- Agnes. Otava, Helsinki 1911